# Monstab
Monstab is een gemeente in de Duitse deelstaat Thüringen, en maakt deel uit van de Landkreis Altenburger Land.
Monstab telt 383 inwoners.